# Teff
Teff (Eragrostis tef, synoniem: Eragrostis abyssinica) of Abessijns liefdegras is een gewas uit het geslacht van de liefdegrassen (Eragrostis) die deel uitmaken van de grassenfamilie (Poaceae). Het duizendkorrelgewicht is 0,3-0,4 g; van teff wegen 150 korrels even veel als een tarwekorrel. In Nederland is het gewas in 2001 voor het eerst commercieel verbouwd en in 2004 werd in Nederland reeds 620 hectare teff geteeld. In 2005 werd nog maar 240 hectare teff geteeld. Na dit jaar werd de teelt in Nederland stopgezet vanwege achterblijvende productie. Ook heeft teff geteeld in Nederland een lage bakkwaliteit.
De oorsprong van teff ligt waarschijnlijk in Ethiopië. Het oudst zijn vondsten in Egyptische piramiden van 5500 jaar oud.
Het gewas wordt tot 160 cm lang. De stengels zijn dun, waardoor het gewas makkelijk legert (gaat liggen). De graanvruchten zijn zeer klein (ter grootte van suikerkorrels), maar elke halm draagt er zo veel van dat de plantjes tegen de oogsttijd krom gaan hangen onder het gewicht.

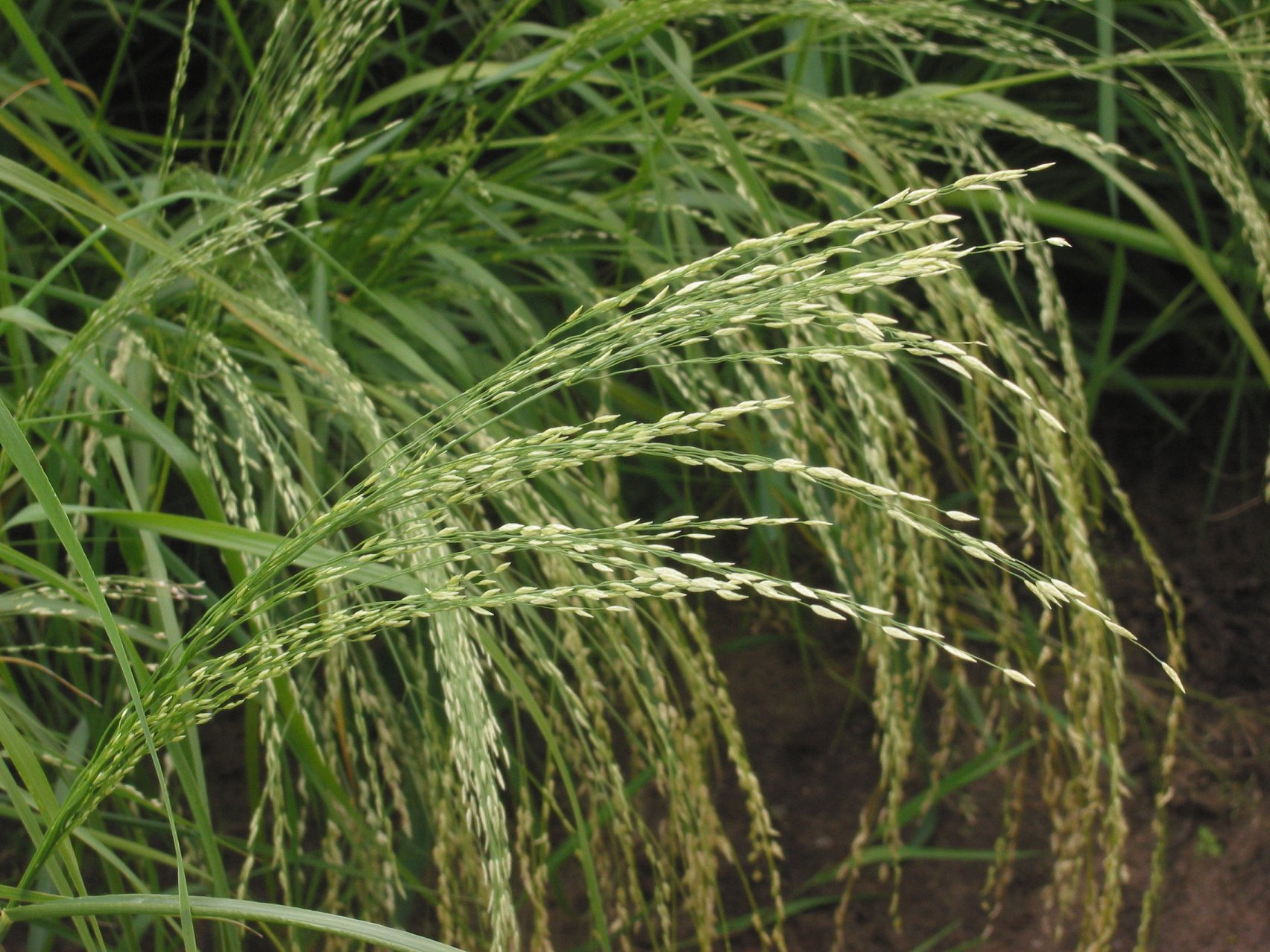
Pluimen

In Ethiopië worden de zaden na de oogst drie dagen ondergronds gefermenteerd en dan als een soort zuurdeeg tot platte koeken of injera verwerkt. Ook maakt men er pap van en een soort bier.
De opbrengst van het in Nederland verbouwde teff is vooralsnog laag: circa 700 kg per ha. Hoewel teff gluten bevat is het wel geschikt voor mensen met coeliakie (glutenintolerantie), aangezien het niet de schadelijke glutenfractie bevat. Daarnaast bevat teff veel meer langzaam verteerbare, complexe koolhydraten dan andere granen. Hierdoor houdt men na het eten van teff veel langer een gevoel van verzadiging. Ook bevat teff veel meer calcium dan andere graansoorten, veel ijzer, dat in tegenstelling tot ijzer uit andere granen goed wordt opgenomen in het lichaam en relatief veel voedingsvezels. Deze eigenschappen maken teff een interessant product voor ouderen, voor veganisten en voor duursporters. De Ethiopische atleten Haile Gebrselassie en Kenenisa Bekele schrijven hun successen toe aan het eten van teff.
Doordat de korrels van teff zo klein zijn, is het niet mogelijk ze te pellen voordat ze gemalen worden. Teffmeel is dus altijd volkorenmeel, wat betekent dat het rijk is aan voedingsvezels. Teffmeel kan op dezelfde manier worden verwerkt als tarwemeel. Teff is het hoofdingrediënt voor injera, de platte koek die het basisvoedsel vormt in grote delen van Ethiopië en aangrenzende streken.

## Inhoudstoffen
100 gram Teff bevat 1.541,4 kJ (= 367 kcal) en heeft de volgende inhoudstoffen:
| Inhoudstof               | Aandeel |
| ------------------------ | ------- |
| Water                    | 8,8 g   |
| Eiwit                    | 13,3 g  |
| Vet                      | 2,4 g   |
| Koolhydraten             | 73,1 g  |
| Voedingsvezels           | 8,0 g   |
| Suikers                  | 1,8 g   |
| Natrium                  | 12,0 mg |
| Kalium                   | 427 mg  |
| Calcium                  | 180 mg  |
| Fosfor                   | 429 mg  |
| Magnesium                | 184 mg  |
| IJzer                    | 7,6 mg  |
| Vitamine E, Tocopherol   | 0,08 mg |
| Vitamine B1, Thiamine    | 0,39 mg |
| Vitamine B2, Riboflavine | 0,27 mg |
| Vitamine B3, Niacine     | 3,4 mg  |
| Vitamine B6, Pyridoxine  | 0,48 mg |

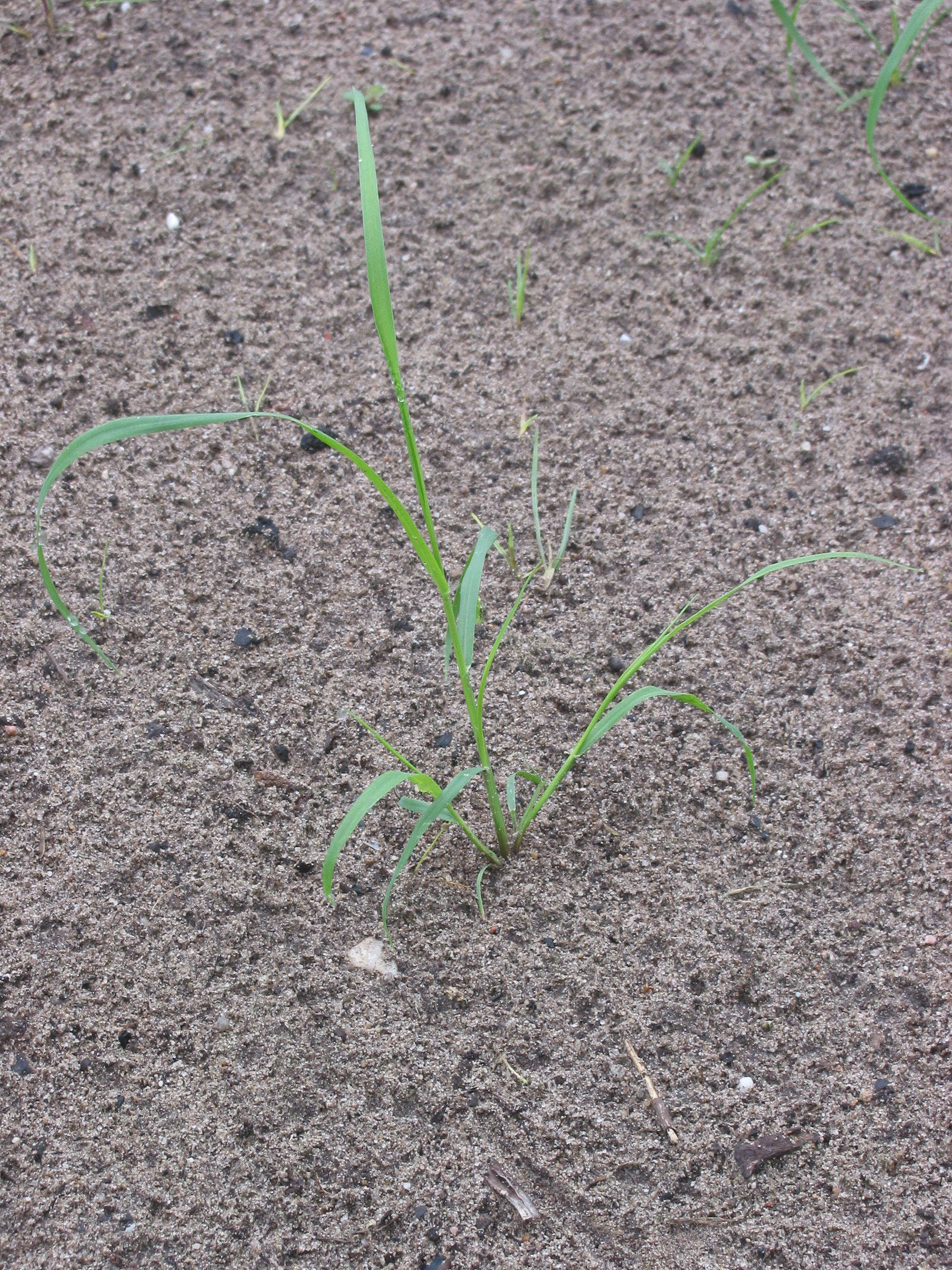
Jonge plant
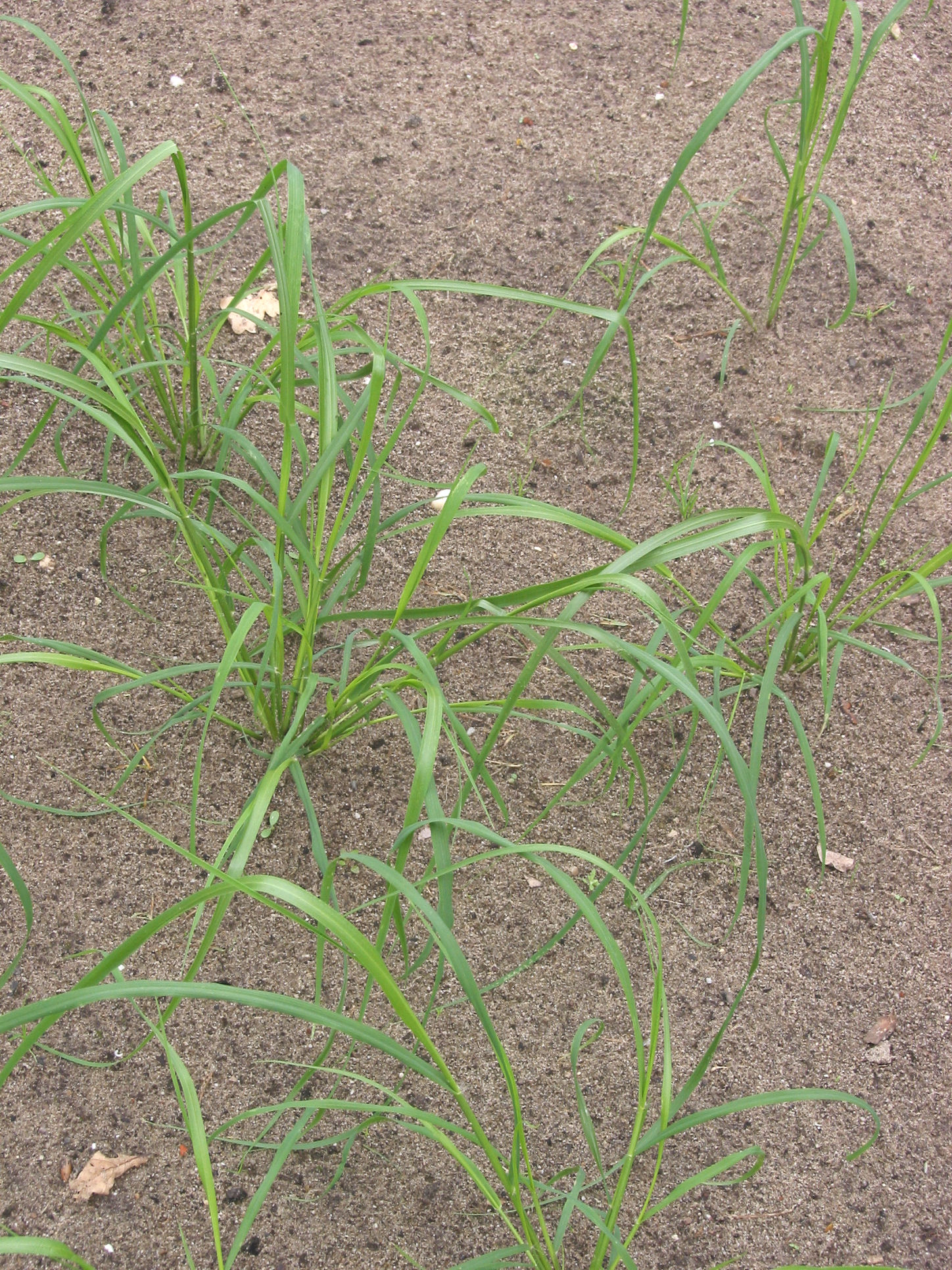
2 weken later
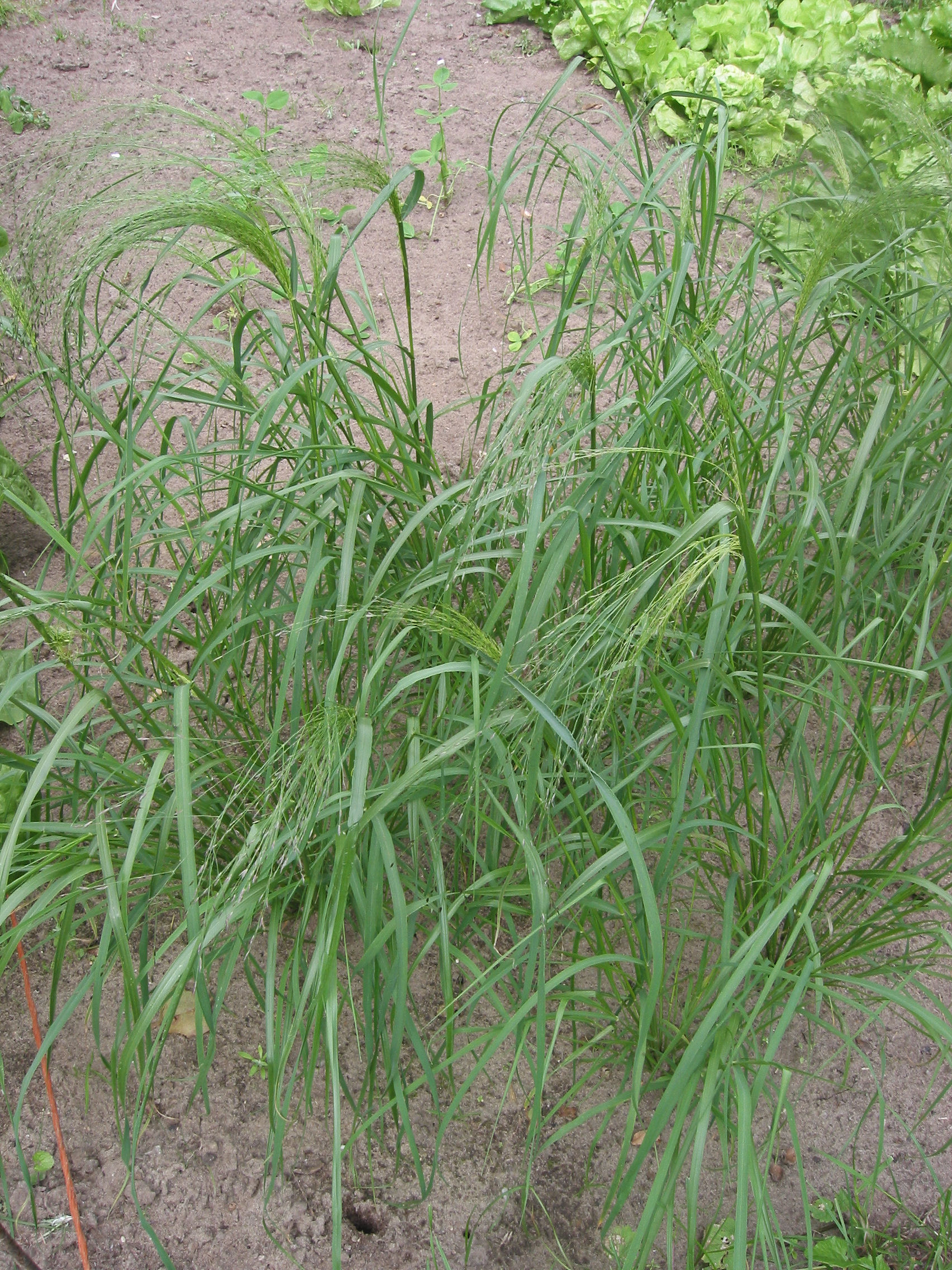
5 weken later
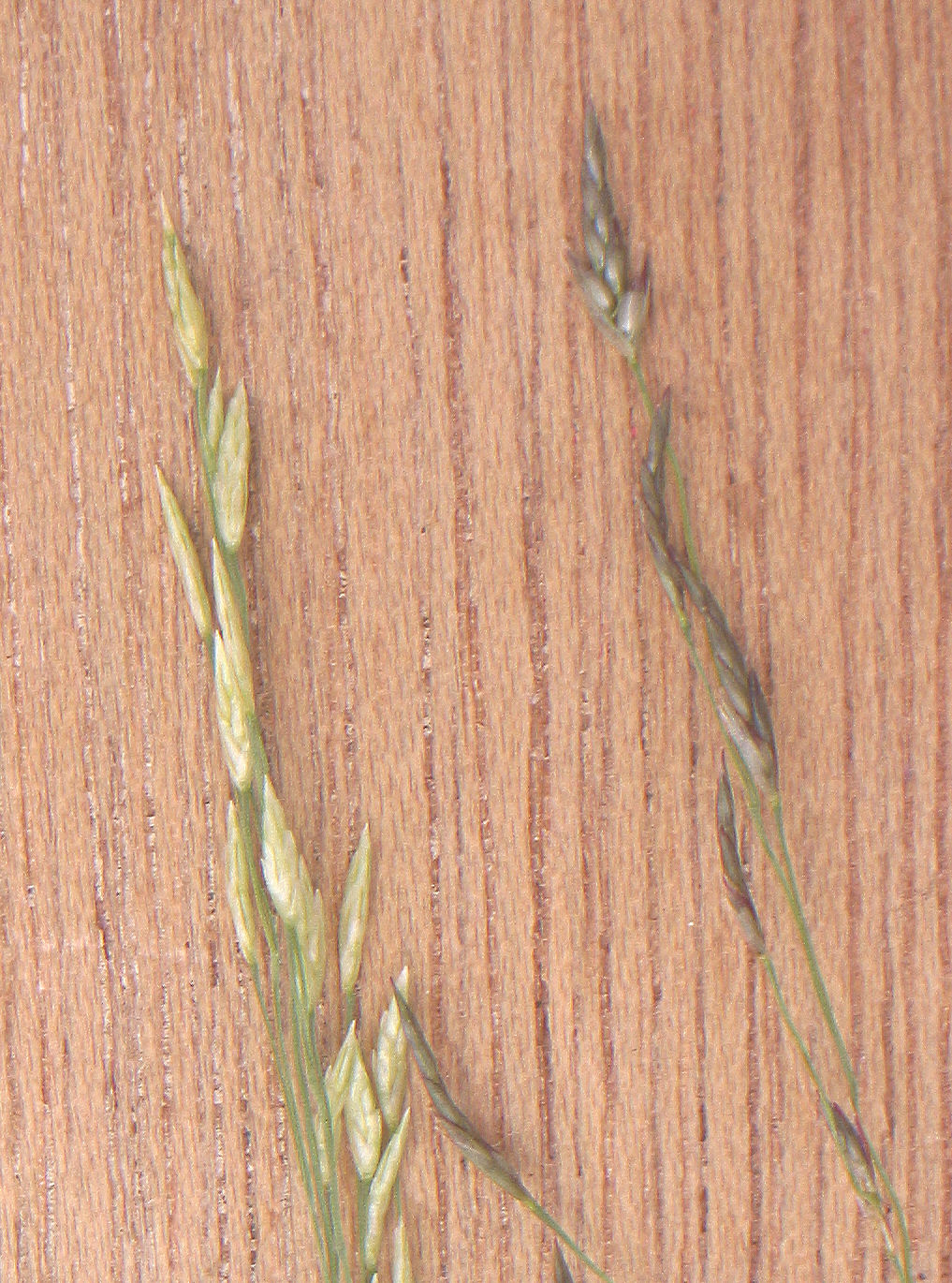
Aartjes van verschillende planten
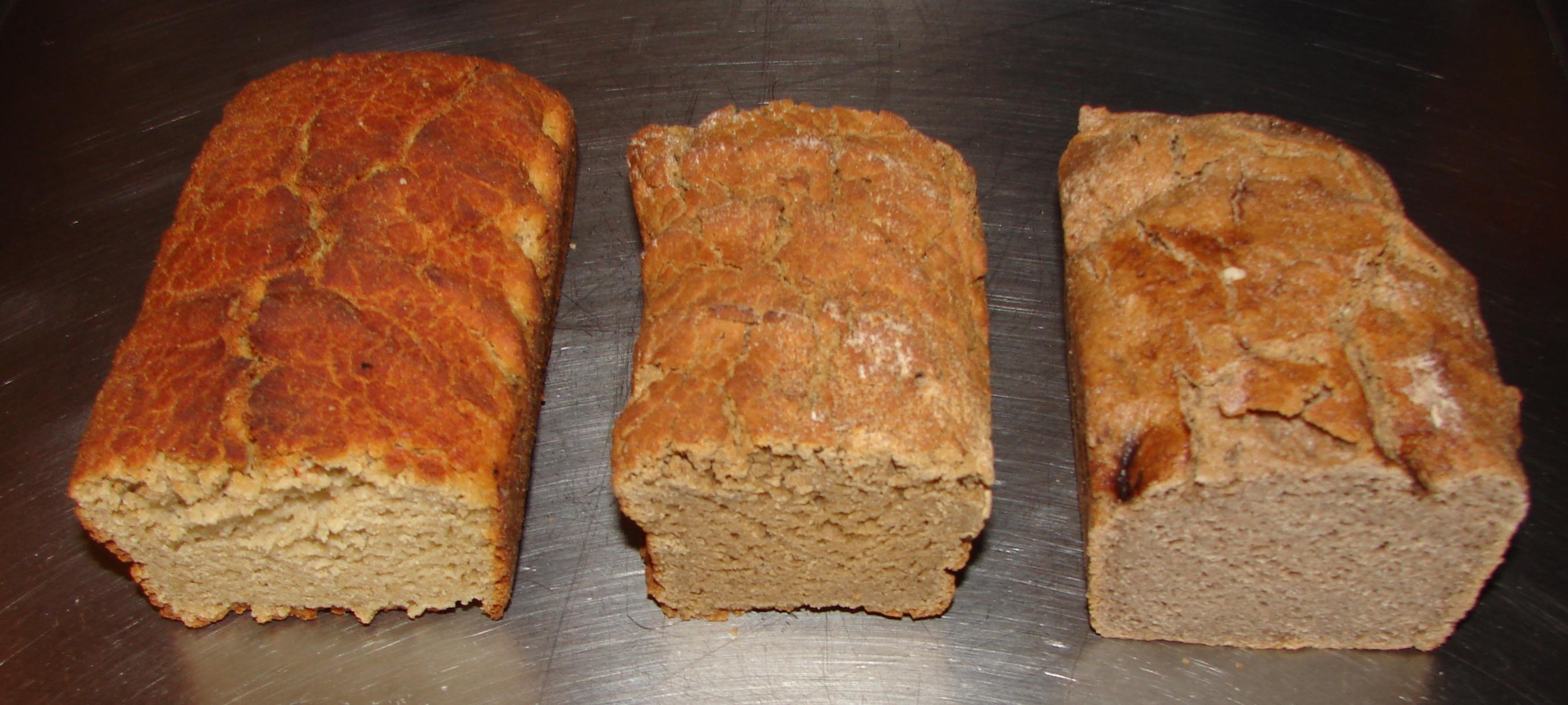
In het midden teffbrood

gerst · gierst · haver · kafferkoren · maïs · rijst · rogge · spelt · tarwe · teff · triticale